# Libertad positiva
Se entiende por libertad positiva la capacidad de cualquier individuo de ser dueño de su voluntad, de controlar y determinar sus propias acciones, y su destino. Es la noción de libertad como autorrealización. Se complementa con el concepto de libertad negativa, que considera que un individuo es libre en la medida en que nada o nadie restringe su acción, sea cual sea el carácter de esa acción.  Mientras la libertad negativa de un individuo se refiere a que "le permiten" ejercer su voluntad, pues nadie se lo impide, la libertad positiva se refiere a que "puede" ejercerla, al contar con el necesario entendimiento de sí mismo, y la capacidad personal para ejercerla. La ley establece reglas que operan principalmente restringiendo la libertad negativa de los individuos, en aras de preservar o bien sus libertades positivas, o bien las libertades negativas de otros individuos.

## Diferencia entre libertad positiva y libertad negativa
La diferencia entre uno y otro tipo de libertad fue magistralmente expuesta en un célebre ensayo de 1958 titulado "Dos Conceptos de la Libertad" ("Two Concepts of Liberty") por el filósofo e historiador de las ideas Isaiah Berlin, quien defendió que no son necesariamente compatibles, sino que pueden y suelen entrar en conflicto. Berlin también argumentó que, históricamente, la utopía de la libertad positiva, en particular en regímenes caracterizados por el totalitarismo, ha sido utilizada a menudo como excusa para reprimir las libertades negativas de los ciudadanos.

## Condiciones de la libertad positiva
"Ser libre para algo”. Es el deseo del individuo de ser su propio dueño, y de realizarse plenamente. Querer que su vida y decisiones dependan de sí mismo y no de fuerzas exteriores. Dirigirse a sí mismo, y no ser movido por otra cosa que o grado de madurez, y de conocimiento de uno mismo. Presupone así mismo la existencia de una facultad autónoma de la voluntad del individuo. Algunos pensadores escépticos acerca de la posibilidad de libertad positiva, como el mismo Isaiah Berlin, han cuestionado la existencia de tal facultad, o la posibilidad de un grado tan elevado de conocimiento de uno mismo. Otros pensadores liberales, incluidos algunos discípulos de Berlín, como John N. Gray, han defendido la compatibilidad de libertades positivas y negativas.